# Scaptesyle integra
Scaptesyle integra är en fjärilsart som beskrevs av Swinhoe 1894. Scaptesyle integra ingår i släktet Scaptesyle och familjen björnspinnare. Inga underarter finns listade.